# 岭景镇
岭景镇，是中华人民共和国广西壮族自治区梧州市藤县下辖的一个乡镇级行政单位。

## 行政区划
岭景镇下辖以下地区：
岭景社区、岭景村、麦地村、坡塘村、都蒙村、王村、石村、和好村、罗江村、南荣村、大益村、新村、古罗村、中村和罗算村。